# Estadio Genacio Sálice
El estadio Genacio Salice es un recinto deportivo ubicado en la ciudad de Berisso, perteneciente al partido del mismo nombre, el que forma parte del Gran La Plata, provincia de Buenos Aires, Argentina. Fue inaugurado el 25 de mayo de 1950. En él se disputan los partidos de fútbol que su propietario, el Club Atlético Villa San Carlos, juega como local.

## Historia
El estadio cuenta con capacidad para 6000 espectadores. Se localiza en la calle 173 entre 26 Este y 27 de Berisso. 
Tras el ascenso de Villa San Carlos a la Primera B en 2009, sufrió un largo periodo de inactividad. Después de jugar en diferentes canchas para permitir su refacción y debido al parate de las obras, finalmente el conjunto villero pudo volver a jugar en su estadio para la temporada 2010/2011, tras una importante inversión y una ardua labor en conjunto entre los diferentes estamentos que conforman la institución. 
La remodelación del estadio a mediados de 2011 consistió en la construcción de una tribuna lateral sobre la calle 27 y la refacción de una de las cabeceras, que se transformó en una platea para los socios. Además, se construyeron cabinas de transmisión y un sector para la prensa en el lateral restante. También se proyectó un estacionamiento y el cambio del alambrado perimetral. Por su parte, se mejoraron los vestuarios, se ensanchó el campo de juego y se diagramaron los nuevos accesos.
El 16 de abril de 2011 se transmitió el primer partido televisado en el estadio donde el villero le ganó a Atlanta por 3 a 0.
El 25 de mayo de 2013, al derrotar a Barracas Central por 1 a 0, Villa San Carlos se coronó campeón de la Primera B 2012/13 y ascendió por primera vez a la Primera B Nacional. Dicho logro fue el primero que el conjunto villero festejó como local en su estadio.